# Водосховища Черкаської області
Водосховища Черкаської області — водосховища, які розташовані на території Черкаської області (в адміністративних районах і басейнах річок) — без «транзитних» Канівського  і Кременчуцького  водосховищ.
На території Черкаської області налічується — 38 водосховищ, загальною площею понад — 5918 га, з повним об'ємом — 118,6 млн м³.

## Загальна характеристика
Територія Черкаської області становить 20,9 тис. км² (3,5 % площі України).
Переважна частина території області розташована в басейні Дніпра (55 %)та Південного Бугу (45 %).
Гідрографічна мережа області включає велику річку Дніпро (довжина в межах області 150 км). Середні річки: в басейні Дніпра — Супій (45 км), Рось (101 км), Тясмин (133 км); у басейні Південного Бугу — Велика Вись (80 км), Гнилий Тікич (115 км), Гірський Тікич (161 км), Ятрань (68 км).
На території Черкаської області функціонує 38 водосховищ з повним об'ємом 118,6 млн м³, з них 2 — об'ємом понад 10 млн м³ (Стеблівське водосховище на р. Рось та Воронянське на р. Гірський Тікич). За цільовим призначенням близько половини водосховищ є комплексного використання. Інші — використовуються для риборозведення, зрошення, енергетики, водопостачання цукрових заводів, культурно-побутових цілей.
На даний час в області експлуатується 8 малих ГЕС сумарною потужністю 6250 кВт. Найбільш потужною з них є Стеблівська ГЕС потужністю 2770 кВт. Гребля Стеблівської ГЕС створює і найбільше в області водосховище, повним об'ємом 15,7 млн м³. Лише 6 водосховищ області (16 %) з 38 використовуються на умовах оренди.

## Наявність водосховищ (вдсх) у межах адміністративно-територіальних районів та міст обласного підпорядкування Черкаської області[1]
| Район, місто           | Кількість вдсх, шт. | Площа вдсх, га | Об'єм вдсх — повний, млн м³ | Об'єм вдсх — корисний, млн м³ | В оренді, шт. | В оренді, га |
| ---------------------- | ------------------- | -------------- | --------------------------- | ----------------------------- | ------------- | ------------ |
| Городищенський         | 2                   | 128            | 2,1                         | 1,9                           | -             | —            |
| Драбівський            | -*                  | -              | -                           | -                             | -             | -            |
| Жашківський            | 4                   | 1520           | 25,6                        | 21,8                          | —             | -            |
| Звенигородський        | 4                   | 765            | 14,5                        | 10,8                          | -             | -            |
| Золотоніський          | 1                   | 228            | 4,2                         | 3,5                           | -             | -            |
| Кам'янський            | 1                   | 92             | 2,2                         | 1,8                           | -             | -            |
| Канівський             | -                   | -              | -                           | -                             | -             | -            |
| Катеринопільський      | -                   | -              | -                           | -                             | -             | -            |
| Корсунь-Шевченківський | 2                   | 808            | 19,5                        | 7,4                           | -             | -            |
| Лисянський             | 4                   | 319            | 9,6                         | 8,2                           | 2             | 137          |
| Маньківський           | 1                   | 139            | 3,4                         | 2,3                           | -             | -            |
| Монастирищенський      | 2                   | 136            | 2,5                         | 2,2                           | 1             | 97           |
| Смілянський            | 1                   | 96             | 2,0                         | 1,9                           | -             | -            |
| Тальнівський           | 2                   | 192            | 5,0                         | 3,7                           | -             | -            |
| Уманський              | 4                   | 273            | 4,7                         | 3,6                           | -             | -            |
| Христинівський         | -                   | -              | -                           | -                             | -             | -            |
| Черкаський             | -                   | -              | -                           | -                             | -             | -            |
| Чигиринський           | 2                   | 275            | 6,2                         | 5,6                           | -             | -            |
| Чорнобаївський         | 4                   | 407            | 6,5                         | 6,1                           | 2             | 232          |
| Шполянський            | 3                   | 202            | 5,2                         | 4,5                           | 1             | 120          |
| м. Сміла               | 1                   | 320            | 5,4                         | 0,5                           | -             | -            |
| Разом                  | 38                  | 5918           | 118,6                       | 85,8                          | 6             | 586          |

Примітки: -* — немає водосховищ на території району;
-* — немає водосховищ, переданих в оренду.
Лише 6 водосховищ Черкаської області (16 %) з 38 використовуються на умовах оренди.

## Наявність водосховищ (вдсх) у межах основнихрайонів річкових басейнівна території Черкаської області[1]
| Район річкового басейну | Кількість вдсх, шт. | Площа вдсх, га | Об'єм вдсх — повний, млн м³ | Об'єм вдсх — корисний, млн м³ | В оренді, шт. | В оренді, га |
| ----------------------- | ------------------- | -------------- | --------------------------- | ----------------------------- | ------------- | ------------ |
| Дніпра, у тому числі    | 15                  | 2397           | 49,2                        | 29,4                          | 2             | 232          |
| р. Рось                 | 2                   | 808            | 19,5                        | 7,4                           | -*            | —            |
| Південного Бугу         | 23                  | 3521           | 69,4                        | 56,4                          | 4             | 354          |
| Разом                   | 38                  | 5918           | 118,6                       | 85,8                          | 6             | 586          |

Примітки': -* — немає водосховищ, переданих в оренду.
В межах району річкового басейну Південного Бугу розташовано 61 % водосховищ Черкаської області, в басейні Дніпра — 39 % водосховищ області.

## Наявність водосховищ (вдсх) об'ємом понад 10млн м³ на території Черкаської області[1]
| Назва водосховища, річки (басейну)                                      | Місцезнаходження вдсх (населений пункт, район) | Площа вдсх, га | Об'єм вдсх — повний, млн м³ | Об'єм вдсх — корисний, млн м³ |
| ----------------------------------------------------------------------- | ---------------------------------------------- | -------------- | --------------------------- | ----------------------------- |
| Стеблівське, р. Рось (р. Дніпро)                                        | с. Стеблів, Корсунь- Шевченківський            | 638            | 15,7                        | 4,2                           |
| Воронянське, р. Гірський Тікич (р. Тікич, р. Синюха, р. Південний Буг)* | с. Вороне, Жашківський                         | 580            | 10,5                        | 8,5                           |

Примітка: * — у дужках наведено послідовність впадіння річки, на якій розташовано водосховище, у головну річку.